# Робсон, Джон Майкл (физик)
Джон Майкл Робсон (англ. John Michael Robson; 26 марта 1920 — 29 апреля 2000) — канадский физик британского происхождения.
В 1942 году получил диплом бакалавра в Кембриджском университете, затем ушёл на армейскую службу. В 1946 году защитил в Кембридже магистерскую диссертацию, основанную на армейском опыте работы с радаром. После этого жил и работал в Канаде.
До 1960 г. занимался исследовательскими проектами в области атомной энергетики, в том числе в 1950—1960 гг. в Лабораториях Чок-Ривер. Был одним из первооткрывателей бета-распада нейтрона.
В 1960—1968 гг. профессор Оттавского университета, в 1968—1985 гг. — Университета Макгилла. В 1986 году был приглашён в Оман в связи с учреждением Университета султана Кабуса и стал в нём первым заведующим кафедрой физики (до 1990 г.).
Член Американского физического общества (1952), Королевского общества Канады (1956, в 1965—1968 гг. секретарь), президент Канадской ассоциации физиков (1966—1967).